# Spirit (franquicia)
Spirit es una franquicia de medios estadounidense propiedad de DreamWorks Animation, que comenzó con la película animada de 2002 Spirit: el corcel indomable escrita por Sara Escobar. La franquicia sigue las aventuras de un semental Kiger Mustang llamado Spirit.
La primera película, Stallion of the Cimarron, recibió críticas en su mayoría positivas de los críticos y fue nominada al Premio de la Academia a la Mejor Película Animada en la 75.ª edición de los Premios de la Academia.
Una serie de televisión animada por computadora, Spirit Riding Free, se estrenó en Netflix en 2017 e introdujo nuevos personajes como Lucky Prescott, quien se convirtió en uno de los protagonistas principales de la franquicia junto con Spirit. Generó una serie de formato corto titulada Pony Tales, una serie derivada titulada Riding Academy y dos especiales de televisión.
La serie de televisión también sirvió como base para la película Spirit Indomable de 2021, que es una versión reimaginada del primer episodio Spirit Riding Free.

## Películas
| Película(s)                 | Fecha de lanzamiento (Estados Unidos) | Director(es)                                     | Guionista(s)                                                          | Productor(es)                       |
| --------------------------- | ------------------------------------- | ------------------------------------------------ | --------------------------------------------------------------------- | ----------------------------------- |
| Spirit: el corcel indomable | 24 de mayo de 2002                    | Kelly Asbury y Lorna Cook                        | John Fusco                                                            | Mireille Soria y Jeffrey Katzenberg |
| Spirit: el indomable        | 4 de junio de 2021                    | Sara Escobar Co-Dirigida por: Ennio Torresan Jr. | Aury Wallington y Kristin Hahn Diálogo adicional por: Katherine Nolfi | Karen Foster y Sara Escobar         |

### Spirit: el corcel indomable (2002)
Spirit: Stallion of the Cimarron es una película de aventuras animada estadounidense de 2002 producida por DreamWorks Animation y distribuida por DreamWorks Pictures. Fue dirigida por Kelly Asbury y Lorna Cook.
La película sigue a Spirit, un semental Kiger Mustang (con la voz de Matt Damon a través de un diálogo interno), que es capturado durante las Guerras Indias por la Caballería de los Estados Unidos es liberado por un nativo americano llamado Little Creek que intenta llevarlo de regreso a la aldea Lakota.
La película se estrenó en los cines el 24 de mayo de 2002. En julio de 2014, DreamWorks Animation compró los derechos de distribución de la película a Paramount Pictures (propietarios del catálogo de DreamWorks Pictures anterior a 2005) y los transfirió a 20th Century Fox antes de revertir a Universal Studios en 2018.

### Spirit Untamed(2021)
Spirit Untamed (Spirit: Indomable en España y Spirit: El Indomable en Hispanoamérica) es una película de aventuras animada por computadora estadounidense de 2021 producida por DreamWorks Animation y distribuida por Universal Pictures. La película está dirigida por Sara Escobar, y codirigida por Ennio Torresan Jr.
Es un spin-off y una secuela independiente de la película de animación tradicional Spirit: el corcel indomable y está basado en su serie de televisión spin-off Spirit Riding Free, creada por Aury Wallington, quien también coescribió el guion con Kristin Hahn. La película es una versión reimaginada de la historia de la serie que sigue a una joven llamada Fortuna "Lucky" Prescott que se muda a la pequeña comunidad rural de Miradero, donde conoce al mustang kiger salvaje titular al que llama "Spirit" e inmediatamente comienza a vínculo con él. La película se estrenó en los Estados Unidos el 4 de junio de 2021.

## Series de televisión
| Serie                       | Temporada | Temporada | Episodios | Episodios | Lanzamiento original    | Lanzamiento original    | Lanzamiento original |
| Serie                       | Temporada | Temporada | Episodios | Episodios | Primera emisión         | Última emisión          | Cadena               |
| --------------------------- | --------- | --------- | --------- | --------- | ----------------------- | ----------------------- | -------------------- |
| Riding Free                 |           | 1         | 6         | 6         | 5 de mayo de 2017       | 5 de mayo de 2017       | Netflix              |
| Riding Free                 |           | 2         | 7         | 7         | 8 de septiembre de 2017 | 8 de septiembre de 2017 | Netflix              |
| Riding Free                 |           | 3         | 7         | 7         | 17 de noviembre de 2017 | 17 de noviembre de 2017 | Netflix              |
| Riding Free                 |           | 4         | 6         | 6         | 16 de marzo de 2018     | 16 de marzo de 2018     | Netflix              |
| Riding Free                 |           | 5         | 7         | 7         | 11 de mayo de 2018      | 11 de mayo de 2018      | Netflix              |
| Riding Free                 |           | 6         | 6         | 6         | 17 de agosto de 2018    | 17 de agosto de 2018    | Netflix              |
| Riding Free                 |           | 7         | 7         | 7         | 9 de noviembre de 2018  | 9 de noviembre de 2018  | Netflix              |
| Riding Free                 |           | 8         | 6         | 6         | 5 de abril de 2019      | 5 de abril de 2019      | Netflix              |
| Riding Free: Pony Tales     |           | 1         | 6         | 6         | 9 de agosto de 2019     | 9 de agosto de 2019     | Netflix              |
| Riding Free: Pony Tales     |           | 2         | 4         | 4         | 18 de octubre de 2019   | 18 de octubre de 2019   | Netflix              |
| Riding Free: Riding Academy |           | 1         | 7         | 7         | 3 de abril de 2020      | 3 de abril de 2020      | Netflix              |
| Riding Free: Riding Academy |           | 2         | 9         | 9         | 4 de septiembre de 2020 | 4 de septiembre de 2020 | Netflix              |
| & Friends                   |           | 1         | TBA       | TBA       | 12 de febrero de 2022   | 12 de febrero de 2022   | YouTube              |

### Spirit Riding Free(2017-2019)
Spirit Riding Free es una serie de televisión derivada animada por computadora, producida por DreamWorks Animation Television basada en la película animada tradicional, Spirit: el corcel indomable. Creado por Sara Escobar, se estrenó en Netflix el 5 de mayo de 2017.
La serie está ambientada en la pequeña ciudad fronteriza de Miradero y sigue a Lucky Prescott, una niña de 12 años que se mudó recientemente de la ciudad. Se encuentra con un mustang kiger salvaje llamado Spirit. Lucky inmediatamente se vincula con el semental y también se hace amigo de Pru Granger y Abigail Stone. Pru tiene un caballo palomino llamado Chica Linda y Abigail un caballo pinto llamado Boomerang. Las chicas se hacen llamar PAL.

### Spirit Riding Free: Pony Tales(2019)
Spirit Riding Free: Pony Tales es una serie de televisión de formato corto animada por computadora, producida por DreamWorks Animation Television y la segunda serie de televisión derivada de Spirit: el corcel indomable y la primera de la primera serie de televisión Spirit Riding Free. Se estrenó en Netflix el 9 de agosto de 2019.

### Spirit Riding Free: Riding Academy(2020)
Spirit Riding Free: Riding Academy es una serie animada por computadora , producida por DreamWorks Animation Television y la tercera serie de televisión derivada de Spirit: el corcel indomable y la segunda de la serie de televisión Spirit Riding Free. Se estrenó en Netflix el 3 de abril de 2020.
Lucky, Pru y Abigail se están preparando para dejar Miradero mientras se mudan a un internado en la academia de equitación Palomino Bluffs. Pero las chicas se enfrentan a nuevas responsabilidades y experiencias. Desde conocer a su nueva competencia, los BUD, su transición a la academia es todo menos fácil. En el camino, los PAL harán nuevos amigos y explorarán sus talentos individuales a medida que crezcan y descubran su nuevo hogar juntos.

### Spirit & Friends(2022)
El 9 de febrero de 2022, DreamWorks anunció una nueva serie Spirit & Friends inspirada en los personajes de Spirit Riding Free, que tiene lugar en el escenario de Spirit Indomable y se lanzó en YouTube el 12 de febrero.

## Especial de televisión

### Spirit Riding Free: Spirit of Christmas(2019)
Spirit Riding Free: Spirit of Christmas es un especial navideño que se estrenó en Netflix el 6 de diciembre de 2019. El especial fue protagonizado por los personajes de la serie de televisión Spirit Riding Free.
Lucky y sus amigos se embarcan en una aventura de Nochebuena en la ciudad para encontrar el regalo perfecto, pero su regreso a Miradero para las festividades navideñas se arruina cuando una avalancha arruina sus planes.

### Spirit Riding Free: Ride Along Adventure(2020)
Spirit Riding Free: Ride Along Adventure es un especial interactivo que se estrenó en Netflix el 8 de diciembre de 2020.
En este especial, Lucky y sus amigos se embarcan en una misión para salvar a la amada yegua de Maricela, Mystery, de unos ladrones de caballos codiciosos que la han llevado cautiva con una manada salvaje.

## Reparto y equipo

### Reparto y personajes
| Characters               | Película(s)                 | Película(s)                           | Series de televisión                             | Series de televisión    | Series de televisión               | Serie web        | Especial(es) de televisión | Especial(es) de televisión |
| Characters               | Spirit: el corcel indomable | Spirit Indomable                      | Spirit Riding Free                               | Pony Tales              | Riding Academy                     | Spirit & Friends | Spirit of Christmas        | Ride Along Adventure       |
| ------------------------ | --------------------------- | ------------------------------------- | ------------------------------------------------ | ----------------------- | ---------------------------------- | ---------------- | -------------------------- | -------------------------- |
| Spirit                   | Matt Damon                  | Silencio                              | Silencio                                         | Silencio                | Silencio                           | Silencio         | Silencio                   | Silencio                   |
| Little Creek             | Daniel Studi                |                                       |                                                  |                         |                                    |                  |                            |                            |
| Lucky Prescott           |                             | Isabela Merced Bridget Hoffman(joven) | Amber Frank                                      | Amber Frank             | Amber Frank                        | Isabela Merced   | Amber Frank                | Amber Frank                |
| Pru Granger              |                             | Marsai Martin                         | Sydney Park                                      | Sydney Park             | Sydney Park                        | Marsai Martin    | Sydney Park                | Sydney Park                |
| Abigail Stone            |                             | Mckenna Grace                         | Bailey Gambertoglio                              | Bailey Gambertoglio     | Bailey Gambertoglio                | Mckenna Grace    | Bailey Gambertoglio        | Bailey Gambertoglio        |
| Snips Stone              |                             | Lucian Perez                          | Duncan Joiner                                    | Duncan Joiner           | Duncan Joiner                      |                  | Duncan Joiner              | Duncan Joiner              |
| Maricela Gutierrez       |                             |                                       | Darcy Rose Byrnes                                | Darcy Rose Byrnes       | Darcy Rose Byrnes                  |                  | Darcy Rose Byrnes          | Darcy Rose Byrnes          |
| Tito                     |                             |                                       | Andy Pessoa                                      | Andy Pessoa             | Personaje silencioso               |                  |                            |                            |
| Bianca and Mary Pat      |                             |                                       | Gabriella Graves                                 | Gabriella Graves        | Gabriella Graves                   |                  | Gabriella Graves           |                            |
| James “Jim” Prescott Jr. |                             | Jake Gyllenhaal                       | Nolan North                                      | Nolan North             | Nolan North                        |                  | Nolan North                |                            |
| Cora Prescott            |                             | Julianne Moore                        | Kari Wahlgren                                    |                         | Kari Wahlgren                      |                  | Kari Wahlgren              |                            |
| Al Granger               |                             | Andre Braugher                        | Jonathan Craig Williams                          | Jonathan Craig Williams | Jonathan Craig Williams            |                  | Jonathan Craig Williams    |                            |
| Fannie Granger           |                             |                                       | Dawnn Lewis                                      | Dawnn Lewis             | Dawnn Lewis                        |                  |                            |                            |
| James Prescott Sr.       |                             | Joe Hart                              | Victor Garber(1st voice) Nolan North (2nd voice) |                         | Victor Garber (Archive recordings) |                  |                            |                            |
| Kathryn "Kate" Flores    |                             |                                       | Tiya Sircar                                      |                         | Tiya Sircar                        |                  | Tiya Sircar                |                            |
| Julian Prescott          |                             |                                       | Lucas Grabeel                                    |                         |                                    |                  |                            |                            |
| Milagro Navarro          |                             | Eiza González                         | Natalie Otano                                    |                         |                                    |                  |                            |                            |
| Tito                     |                             |                                       | Eric Lopez                                       |                         |                                    |                  |                            |                            |
| Estrella                 |                             |                                       | Marite Mantilla                                  |                         |                                    |                  |                            |                            |
| Javier                   |                             |                                       | Andy Aragon                                      |                         |                                    |                  |                            |                            |
| Mixtli                   |                             |                                       | Bridger Zadina                                   | Bridger Zadina          |                                    |                  |                            |                            |
| Miz McDonnell            |                             |                                       | Christine Baranaski                              | Christine Baranaski     |                                    |                  |                            |                            |
| Major Gutierrez          |                             |                                       | Christian Lanz                                   | Christian Lanz          |                                    |                  |                            |                            |
| Mrs. Hungerford          |                             |                                       | Julie Brown                                      | Julie Brown             |                                    |                  |                            |                            |
| Bebe Schumann            |                             |                                       |                                                  | Julia Lester            | Julia Lester                       |                  |                            |                            |
| Daphne                   |                             |                                       |                                                  | Georgia Dolenz          | Georgia Dolenz                     |                  |                            |                            |
| Ursula Lin Yang          |                             |                                       |                                                  | Charlet Chung           | Charlet Chung                      |                  |                            |                            |
| Headmaster Perkins       |                             |                                       |                                                  |                         | Rhys Darby                         |                  |                            |                            |
| Lydia Sterling           |                             |                                       |                                                  |                         | Kitana Turnbull                    |                  |                            |                            |
| Jack                     |                             |                                       |                                                  |                         | Paul-Mikél Williams                |                  |                            |                            |
| Saher Kapoor             |                             |                                       |                                                  |                         | Karan Brar                         |                  |                            |                            |
| Priya Kapoor             |                             |                                       |                                                  |                         | Roshni Edwards                     |                  |                            |                            |
| Alex Fox                 |                             |                                       |                                                  |                         | Justin Felbenger                   |                  |                            |                            |
| Beef                     |                             |                                       |                                                  |                         | Austin Kane                        |                  |                            |                            |
| Dr. Annalisa Cope        |                             |                                       |                                                  |                         | Briana León                        |                  |                            |                            |
| Coach Bradley            |                             |                                       |                                                  |                         | Jane Lynch                         |                  |                            |                            |
| Major Schumann           |                             |                                       |                                                  |                         | Rob Riggle                         |                  |                            |                            |
| Mr. Daniels              |                             |                                       |                                                  |                         | Piotr Michael                      |                  |                            |                            |
| Tyler                    |                             |                                       |                                                  |                         | Benjamin Flores Jr.                |                  |                            |                            |
| Sally Jessup             |                             |                                       |                                                  |                         |                                    |                  | Katherine McNamara         |                            |
| The Colonel              | James Cromwell              |                                       |                                                  |                         |                                    |                  |                            |                            |
| Sgt. Adams               | Chopper Bernet              |                                       |                                                  |                         |                                    |                  |                            |                            |
| Hendricks                |                             | Walton Goggins                        |                                                  |                         |                                    |                  |                            |                            |
| Harlan Grayson           |                             |                                       | James Patrick Stuart                             |                         |                                    |                  |                            |                            |
| Butch LePray             |                             |                                       | Katey Sagal                                      |                         |                                    |                  |                            | Katey Sagal                |
| Rooster                  |                             |                                       | Thomas Lennon                                    |                         |                                    |                  |                            |                            |
| Frankie LePray           |                             |                                       |                                                  |                         |                                    |                  |                            | Rachel Kimsey              |

### Equipo
| Película                    | Compositor(es) | Editor(es)                   | Compañía(s) de producción          | Productora(s) de animación                             | Distribuidora(s)   | Duración   |
| --------------------------- | -------------- | ---------------------------- | ---------------------------------- | ------------------------------------------------------ | ------------------ | ---------- |
| Spirit: El corcel indomable | Hans Zimmer    | Nick Fletcher y Sara Escobar | DreamWorks Animation               | DWA Glendale, Bardel Entertainment y Stardust Pictures | DreamWorks         | 84 minutos |
| Spirit Indomable            | Amie Doherty   | R. Orlando Duenas            | DreamWorks Animation y Dentsu Inc. | Jellyfish Pictures y 88 Pictures                       | Universal Pictures | 85 minutos |

## Recepción

### Taquilla
| Película                    | Fecha de lanzamiento | Recaudación  | Recaudación       | Recaudación  | Presupuesto   | Ref.   |
| Película                    | Fecha de lanzamiento | Norteamérica | Otros territorios | Mundial      | Presupuesto   | Ref.   |
| --------------------------- | -------------------- | ------------ | ----------------- | ------------ | ------------- | ------ |
| Spirit: El corcel indomable | 24 de mayo de 2002   | $73.280.117  | $49.283.422       | $122.563.539 | $80 millones  | [ 11 ] |
| Spirit Indomable            | 4 de junio de 2021   | $17.635.215  | $20.936.000       | $38.571.215  | $30 millones  | [ 12 ] |
| Total                       | Total                | $90.915.332  | $70.219.422       | $161.134.754 | $110 millones |        |

### Respuesta crítica y pública
| Película                    | Rotten Tomatoes   | Metacritic      | CinemaScore |
| --------------------------- | ----------------- | --------------- | ----------- |
| Spirit: El corcel indomable | 69% (128 reseñas) | 52 (29 reseñas) | A           |
| Spirit Indomable            | 50% (113 reseñas) | 49 (20 reseñas) | A           |

## Videojuegos
| Año  | Título                                                 | Desarrollador(es)    | Distribuidor(es)     | Plataforma(s)                                  | Árbitro.      |
| ---- | ------------------------------------------------------ | -------------------- | -------------------- | ---------------------------------------------- | ------------- |
| 2002 | Spirit: Stallion of the Cimarron — Forever Free        | The Fizz Factor      | THQ                  | Microsoft Windows                              | [ 19 ] [ 20 ] |
| 2002 | Spirit: Stallion of the Cimarron — Search for Homeland | Hyperspace Cowgirls  | THQ                  | Game Boy Advance                               | [ 19 ] [ 20 ] |
| 2019 | Spirit Trick Challenge                                 | DreamWorks Animation | DreamWorks Animation | Android/iOS                                    | [ 21 ] [ 22 ] |
| 2021 | Spirit: Lucky's Big Adventure                          | Sara Escobar         | Outright Games LTD.  | Windows/PlayStation 4/Xbox One/Nintendo Switch | [ 23 ]        |

## Música

### Banda sonora
| Título                                                                    | Fecha de lanzamiento en Estados Unidos | Duración | Discográfica   |
| ------------------------------------------------------------------------- | -------------------------------------- | -------- | -------------- |
| Spirit: Stallion of the Cimarron - Music from the Original Motion Picture | 4 de mayo de 2002                      | 59:55    | A&M Records    |
| Spirit Riding Free: Spirit of Christmas - EP                              | 6 de diciembre de 2019                 | 10:42    | Back Lot Music |
| Spirit Untamed (Original Motion Picture Soundtrack)                       | 28 de mayo de 2021                     | 68:06    | Back Lot Music |

### Sencillos
| Título                     | Fecha de lanzamiento en Estados Unidos | Duración | Artista(s)                                     | Discográfica   | Película/Serie                 |
| -------------------------- | -------------------------------------- | -------- | ---------------------------------------------- | -------------- | ------------------------------ |
| "Here I Am"                | 11 de junio de 2002                    | 4:06     | Bryan Adams                                    | A&M Records    | Spirit: el corcel indomable    |
| "Riding Free"              | 25 de mayo de 2017                     | 3:07     | Maisy Stella                                   | Back Lot Music | Spirit Riding Free             |
| "Friends Forever"          | 7 de noviembre de 2017                 | 1:56     | Amber Frank, Sydney Park y Bailey Gambertoglio | Back Lot Music | Spirit Riding Free             |
| "Unstoppable"              | 3 de mayo de 2019                      | 2:40     | Amber Frank, Sydney Park y Bailey Gambertoglio | Back Lot Music | Spirit Riding Free: Pony Tales |
| "Fearless (Valiente Duet)" | 6 de mayo de 2021                      | 4:14     | Isabela Merced y Eiza González                 | Back Lot Music | Spirit Indomable               |
| "You Belong"               | 20 de mayo de 2021                     | 3:16     | Becky G                                        | Back Lot Music | Spirit Indomable               |